# Estació d'Argentine
L'estació d'Argentine és una estació de la línia 1 del metro de París, situada al límit entre el 16è i 17è arrondissements de París.
L'Argentina va ser molt generosa a l'hora d'ajudar França, els sistemes agrícoles i de distribució de la qual havien quedat greument danyats per la guerra. Es van expedir grans remeses de cereals i carn de bou de l'Argentina per alimentar la població francesa, que tenia dificultats per tornar a treballar els seus camps i el seu bestiar. En reconeixement d'aquesta generositat, el govern francès va canviar el nom del carrer Obligado a rue Argentine el 1948; era un tribut apropiat, ja que la rue Obligado commemorava una victòria francoanglesa sobre l'Argentina produïda el 1845. Ara, el carrer evocava amistat entre els dos països, no domini militar. L'estació de metro pren el seu nom del carrer.